# Grand Palais
Grand Palais (česky Velký palác) je výstavní pavilon v Paříži, který byl postaven pro světovou výstavu v roce 1900 stejně jako protilehlý Petit Palais a Pont Alexandre III. Dnes slouží státním muzeím pro dočasné výstavy.

## Historie
Grand Palais byl postaven v letech 1897-1900 na nově vytvořené Avenue Nicolas II (dnešní Avenue Winston Churchill), která tvořila spojnici od Avenue des Champs-Élysées přes Pont Alexandre III k Invalidovně. Původně stál na tomto místě Průmyslový palác postavený pro světovou výstavu roku 1855.
V roce 1896 byla vyhlášena architektonická soutěž omezená jen na francouzské architekty, ve které zvítězili Henri-Adolphe-Auguste Deglane (1855-1931), Louis-Albert Louvet (1860-1936), Albert-Félix-Théophile Thomas (1847-1907) a Charles-Louis Girault (1851-1932), přičemž posledně jmenovaný stál v čele skupiny. 1. května 1900 francouzský prezident Émile Loubet palác slavnostně otevřel.
V roce 1975 byla loď paláce zapsána mezi historické památky. Od roku 2000 je chráněn celý Grand Palais.
V letech 1993-2005 prošel celý palác nákladnou rekonstrukcí.

## Architektura

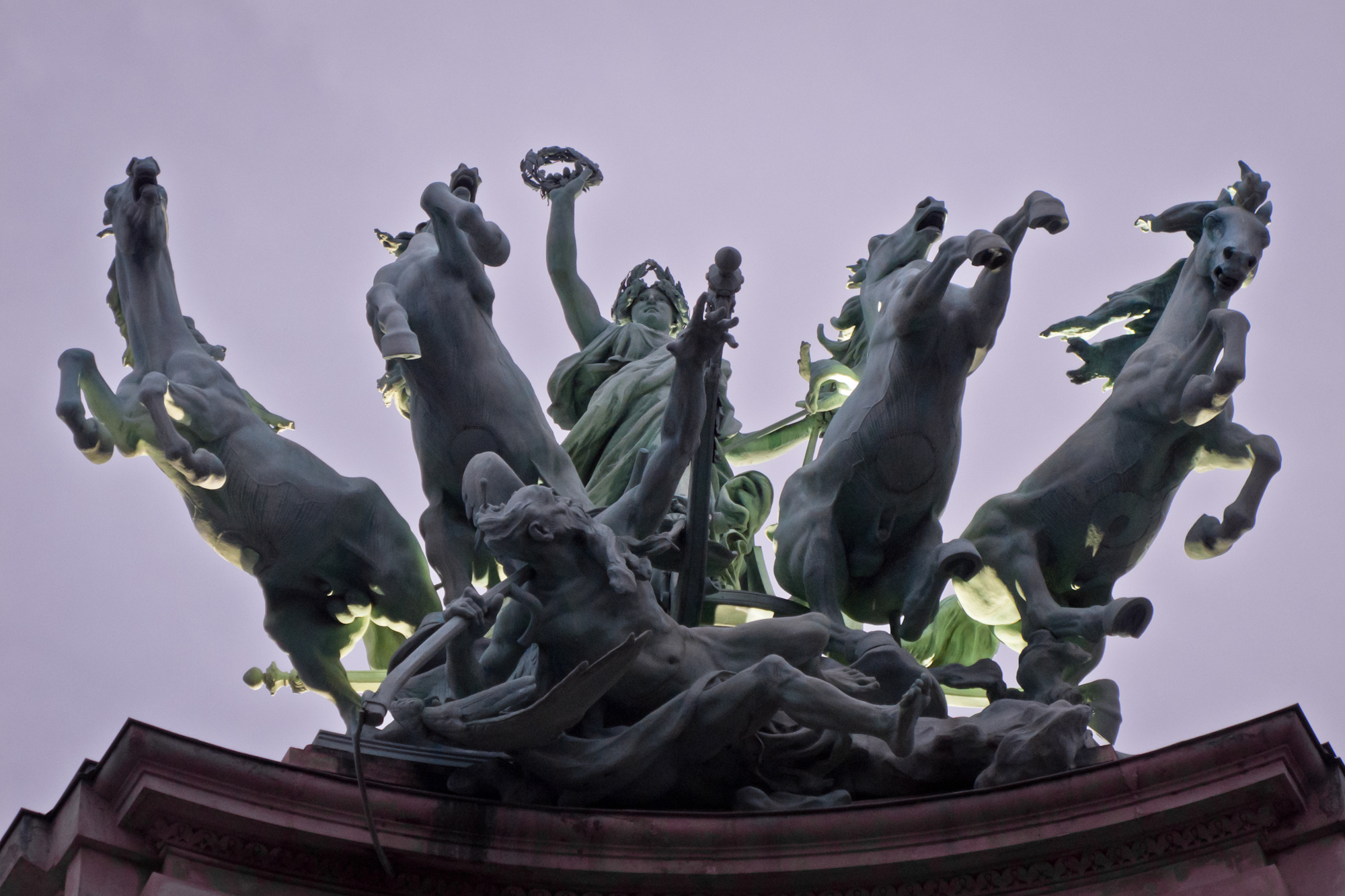
Sousoší Nesmrtelnost s čtyřspřežím vítězí nad Časem

Budova pavilónu má samonosnou ocelovou konstrukci se skleněnými výplněmi na křížovém půdorysu velkých hal. K ní je přistavena z kamene a z cihel palácová část se schodišti a zázemím. Palác je dlouhý 240 metrů a vysoký 44 metrů. Hlavní průčelí má zdůrazněný střední portál a je členěné jónskými sloupy. Kromě hlavního portálu do Avenue Winstona Churchilla má boční přístavby se vstupy na obou koncích křídel. Atika je zdobená monumentálními bronzovými sousošími čtyřspřeží, tzv. kvadrigami, další alegorické sochy jsou v nikách. Ve vstupním nádvoří jsou tři kamenná sousoší, usazená na zábradlí oválného bazénku i v něm.
Interiér budovy má 77000 m2 výstavní plochy, z čehož je 13500 m2 v prosklené hale.

## Využití
Od skončení výstavy je palác stále využíván k nejrůznějším expozicím a akcím, jako jsou knižní a starožitnické veletrhy, výstavy zemědělských strojů, módní přehlídky, koncerty nebo cirkusová turné. V letech 1901-1961 se zde konal Pařížský autosalón. V letech 1901-1957 zde probíhaly jezdecké závody. Od roku 1976 se zde pořádá FIAC. Mezi nejúspěšnější výstavy uspořádané v paláci patřila Renoirova retrospektiva v roce 1985, kterou navštívilo 868 600 návštěvníků a Manetova výstava v roce 1983 s 808 700 návštěvníky.
V paláci má rovněž sídlo muzeum vědy Palais de la découverte.
Ke zvláštnostem paláce patří, že v jedné části budovy je policejní stanice.